# Louis Křikava
Louis Křikava (12. prosince 1873, Přeštice – 1. července 1920, Praha) byl český spisovatel, dekadentní básník a prozaik. V časopiseckých pracích používal též pseudonymy Blažej Jordán, Louis z Přeštic nebo Vít Ryol.

## Život

### Mládí

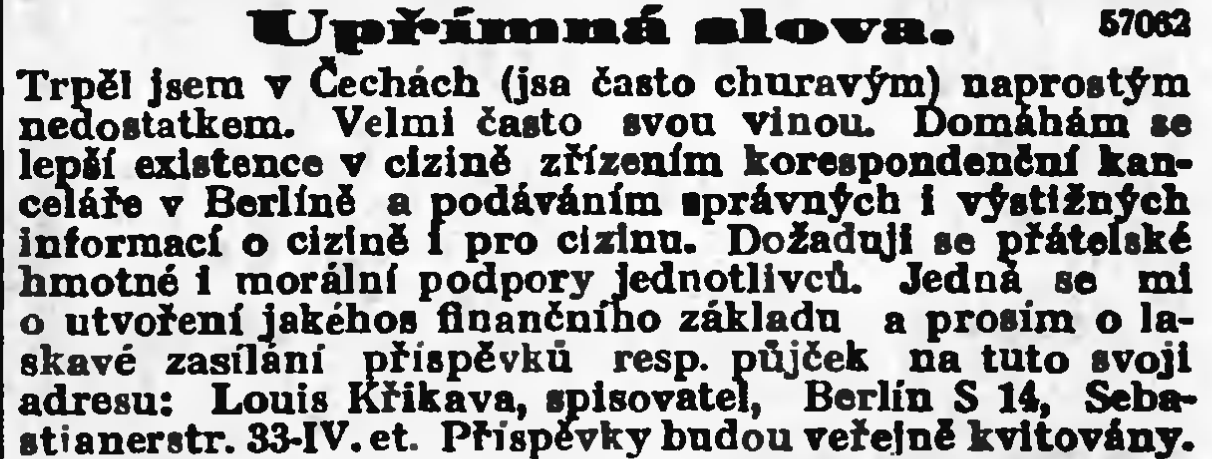
Louis Křikava, inzerát se žádostí o podporu (Národní politika 1909)

Pokřtěn byl jako Aloisius Maria Kříkava, syn soudního adjunkta v Přešticích Aloise Kříkavy a jeho manželky Marie, rozené Vandrovcové. Otec – soudní úředník působil v různých českých městech a Louis Křikava proto začal gymnaziální studia v Kutné Hoře, ale dokončil je roku 1892 maturitou na gymnáziu v Chrudimi. Po maturitě studoval do roku 1895 na pražské právnické fakultě.

### Život bohéma
Po studiích střídal často zaměstnání i místa pobytu, zaměstnán byl jako advokátní koncipient a redaktor v Plzni, Brně, Čáslavi, Teplicích, Hradci Králové, Ostravě. Jako advokátní koncipient pracoval též v Semilech u advokáta Antonína Zemana (vlastní jméno spisovatele Antala Staška). Pobýval též v Berlíně a ve Vídni. Okolo roku 1906 působil několik týdnů v redakci časopisu Moravský kraj spolu s S. K. Neumannem a Rudolfem Těsnohlídkem. V letech 1906–1907. Po roce 1907 se usadil v Praze a živil se jako soukromý úředník.
Vedl bohémský a existenčně nejistý život. Trpěl depresemi a již v roce 1901 informoval tisk o jeho sebevražedném pokusu ve vlaku do Čáslavi. Během svého pobytu v Berlíně roku 1909 žádal veřejnost o finanční příspěvky inzeráty v deníku Národní politika. Jako morfinista nedokázal změnit svůj životní styl ani na naléhání přátel Rudolfa Těsnohlídka a Jiřího Mahena.
V roce 1909 vystoupil z církve; oženil se v prosinci 1918 v Praze (manželství však bylo ani ne do roka rozvedeno).

### Občanský postoj
V květnu 1917 spolupodepsal Manifest českých spisovatelů, první domácí veřejné prohlášení v průběhu první světové války, které požadovalo sebeurčení českého národa.

### Závěr života
Zemřel v Praze, na psychiatrické klinice profesora Antonína Heverocha. Příčinou úmrtí byla tuberkulóza. Den po jeho úmrtí vyšel krátký nekrolog v Národních listech. Viktor Dyk věnoval jeho památce nekrolog v Národních listech. Pohřben je na novém olšanském hřbitově v Praze.

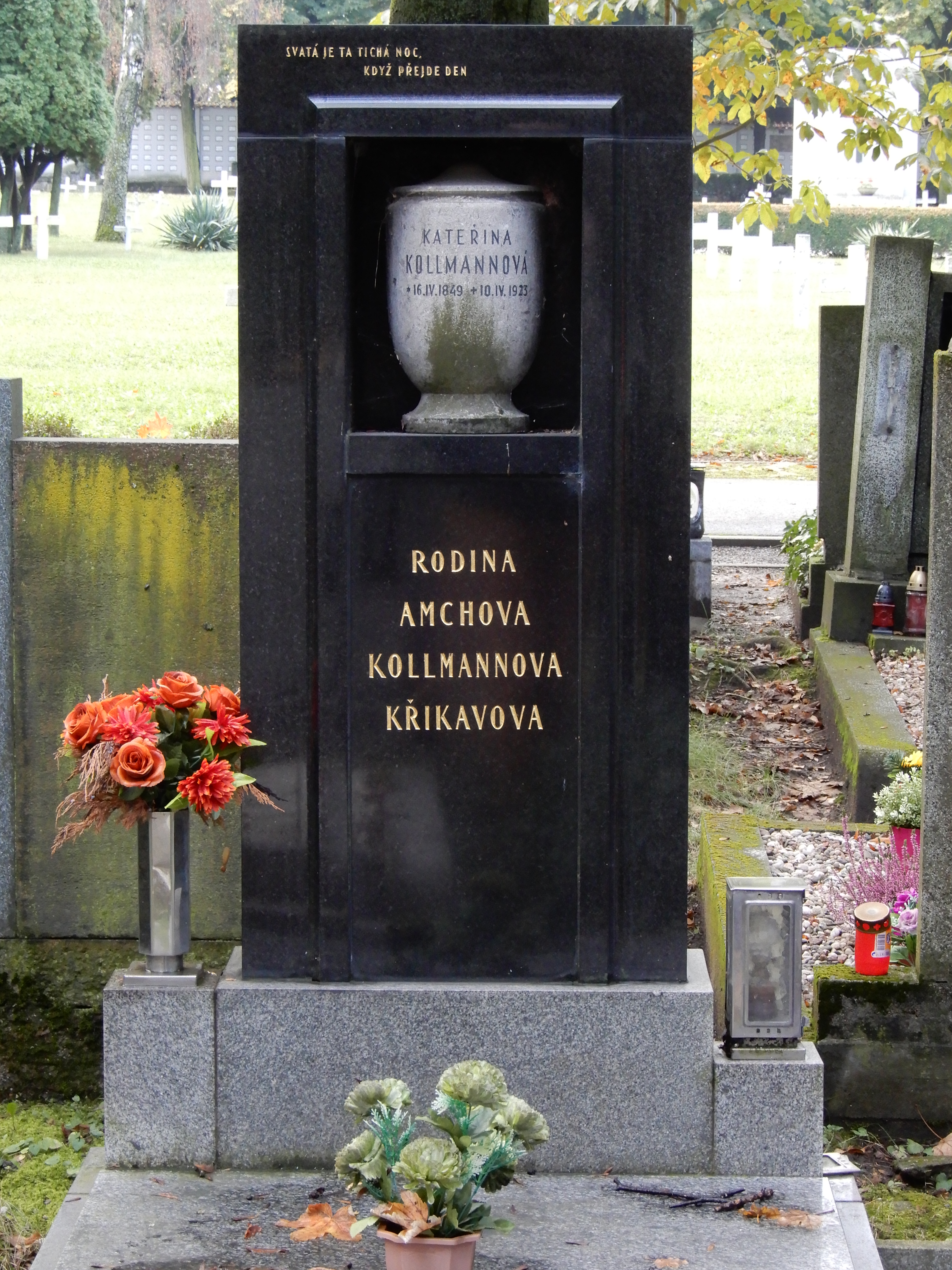
Hrob Louise Křikavy na Olšanských hřbitovech v Praze.

## Dílo
Soudobou kritikou bylo dílo Louise Křikavy vesměs kladně přijímáno. Lidové noviny např. v roce 1909 ocenily prvotinu – sbírku V nocích bezhvězdnatých slovy „...zaujímá co do jasnosti mezi sbírkami mladších našich básníků, kteří se vesměs opičí po velikých francouzských modernistech, výlučné místo a také sujety jednotlivých básní jest zajímava v mnohém ohledu.“ (Stejná sbírka však byla hodnocena Plzeňskými listy slovy „...Sbírka páně Křikavova dokazuje, jak málo autokritiky mají debutanti...“.)
Dnes patří Křikava mezi polozapomenuté autory. Lexikon české literatury oceňuje jeho prvotinu, v dalším vývoji konstatuje nihilismus a zálibu v bizarních tématech, kde jeho hrdiny jsou lidé duševně choří a vyšinutí. Pokusy o humoristické texty nepřesahují tehdejší běžnou úroveň

### Denní tisk a časopisy
Křikavovy příspěvky, především prozaické se objevovaly za jeho života v řadě periodik jako Lumír, Světozor, Zlatá Praha, Právo lidu a dalších.

### Knižní vydání
- V nocích bezhvězdných (básně, Praha, F. Šimáček, 1899)
- Pyrrhova vítězství (V Praze, Nákladem F. Šimáčka, 1901)
- Blažej Jordán – portrait (V Praze, Nákladem F. Šimáčka, 1904)
- Skrytá erotika a jiné povídky (Praha, F. Šimáček, 1904)
- Pavilon moru (zlomek zápisků neurasthenikových, Semily, Glos, Praha, Borový, 1907)
- Zločin na vsi a jiná prosa (Hradec Králové, B. Melichar, 1909)
- 1000 nejkrásnějších novell 1000 světových spisovatelů. sv. 70 (Dle databáze NK ČR; novela Etelka Wiedingová. Uspořádal a literární úvody František Sekanina, V Praze, Jos. R. Vilímek, 1914)
- Škádlivé štěstí a jiný humor (ilustrace J. Kočí, Praha, Vilímek, 1918)
- Psychiatrův klobouk a jiné prosy (Královské Vinohrady, J.Bř. Hůrka, 1919)
- Loupežný rytíř Florian a jiné povídky (Praha, Tiskem a nákladem Pražské akciové tiskárny, 1921)

Novodobá vydání:
- Zápisy neurastenikovy (Ve sborníku Logos 2017, nakladatelství Trigon, 2017)

### Překlady
- Starost (pův. název Frau Sorge, román, autor Hermann Sudermann, Praha, B. Kočí, Beaufort, 1908)

### Filmografie a rozhlas
- V roce 1928 oznámil tisk, že společnost Umafilm připravuje zfilmování Křikavova románu Ďáblova hodina. Informace o dokončení filmu se nepodařilo dohledat; Národní filmový archiv uvádí jediný film natočený touto společností v roce 1927 – Pražské děti.[15]
- V roce 2010 nastudoval Český rozhlas Plzeň Křikavovu povídku Malá Lucy ze sbírky Loupeživý rytíř Florian.[16]

## Zajímavost
Louise Křikavu zmínil několikrát Jaroslav Hašek ve své knize Dějiny strany mírného pokroku v mezích zákona. Podle Haška byl Křikava zaměstnán tři a půl hodiny v redakci Světa zvířat, kde měl překládat z němčiny text o psohlavých paviánech. Když přeložil větu „Die Affen sprangen vom Ast zum Ast“ do češtiny "Opice skákaly od případu k případu", dostal se do konfliktu s majitelem časopisu a z redakce odešel. Hašek kapitolu uzavřel slovy „A proč? Poněvadž Louis Křikava je pravý básník a básníci neradi píší o paviánech s červenou zadnicí.“